# Act.1 The Little Mermaid
Act.1 The Little Mermaid é o primeiro mini-álbum girl group sul-coreano Gugudan. O álbum foi lançado digitalmente e fisicamente em 28 de junho de 2016. O álbum contém cinco faixas com o primeiro single, "Wonderland".

## Antecedentes e lançamento
Em 13 de junho de 2016, Jellyfish Entertainment lançou o site oficial ddo grupo e anunciou através do SNS que o grupo irá estreia com o mini-álbum de Act.1 The Little Mermaid e a faixa-título de "Wonderland".
Reflexão com cada um dos membros para seu vídeo da música foram lançados a partir de 14 de junho a 16 de 2016. Em 28 de junho, o videoclipe da canção foram disponibilizadas online e através do Naver V App.

## Promoção
Gugudan realizou uma vitrine ao vivo no dia 28 de junho.

## Lista de faixas
| N.º            | Título                      | Letras                                  | Música                                      | Duração |  |
| 1.             | "Wonderland"                | ButterFly, Jang Yoon Jung, Kim Inhyeong | ButterFly                                   | 3:05    |  |
| 2.             | "구름 위로" (Gureum Wiro)   | Misfit                                  | Simon Janlöv, Andreas Oberg, Kanata Okajima | 3:14    |  |
| 3.             | "Good Boy"                  | 김창락, 마리오, 한경수                  | 김창락, 박수석, 이현상                      | 2:54    |  |
| 4.             | "Diary" (일기; Ilgi)        | 진리, 영광의 얼굴들                     | 영광의 얼굴들, 진리, 밍키                   | 3:38    |  |
| 5.             | "Maybe Tomorrow"            | Kim Jihyang                             | MELODESIGN                                  | 4:48    |  |
| 6.             | "Wonderland" (Instrumental) |                                         | ButterFly                                   | 3:05    |  |
| Duração total: | Duração total:              | Duração total:                          | Duração total:                              | 20:41   |  |

### Paradas musicais
| Parada (2016)                | Melhor posição |
| ---------------------------- | -------------- |
| South Korea Gaon Album Chart | 2              |
| U.S. Billboard World Albums  | 8              |

## Histórico de lançamento
| Região          | Data                | Formato                | Rótulo                  |
| Em todo o mundo | 28 de junho de 2016 | Download Digital       | Jellyfish Entertainment |
| Coreia Do Sul   | 28 de junho de 2016 | CD, download de música | Jellyfish Entertainment |
| --------------- | ------------------- | ---------------------- | ----------------------- |